# 井冈山杜鹃
井岗山杜鹃（学名：Rhododendron jingangshanicum）为杜鹃花科杜鹃花属下的一个种。

## 扩展阅读
- 維基物種上的相關：井岗山杜鹃